# Истра (приток Вори)
Истра — река в Смоленской и Калужской областях России.
Протекает в юго-западном направлении вдоль границы областей по территории Тёмкинского и Износковского районов. Исток — юго-восточнее деревни Горки, впадает в реку Ворю в 41 км от её устья по левому берегу. Длина реки составляет 43 км, площадь водосборного бассейна — 410 км².
Вдоль течения реки расположены деревни Теплихово, Ореховня, Бурково и Челищево.

## Притоки (км от устья)
- 16 км: ручей Городня (лв)
- 25 км: река Желонья (лв)
- 26 км: река Иловка (лв)

## Данные водного реестра
По данным государственного водного реестра России относится к Окскому бассейновому округу, водохозяйственный участок реки — Угра от истока и до устья, речной подбассейн реки — Бассейны притоков Оки до впадения Мокши. Речной бассейн реки — Ока.
Код объекта в государственном водном реестре — 09010100412110000021078.